# Mylène Farmer
Mylène Farmer (născută Mylène Jeanne Gautier; n. 12 septembrie 1961) este o artistă, cântăreață, compozitoare, actriță ocazională, scriitoare și antreprenoare franceză.
Ea a vândut peste 30 de milioane de înregistrări în Franța și este printre cei mai de succes artiști din Franța din toate timpurile. Ea deține recordul pentru cele mai multe hituri „number one” în clasamentele muzicale franceze, cu 13 până în prezent – opt din care au fost consecutive. Printre cele mai cunoscute piese ale sale sunt "Désenchantée", "Pourvu qu'elles soient douces", "Sans contrefaçon", "Libertine","California", "XXL", "C'est une belle journée", "Rêver", "Les Mots" și "Oui mais... non".

## Filmografie
- Giorgino (1994; de Laurent Boutonnat) (rolul lui Catherine Degrâce)
- Arthur et les Minimoys (Arthur and the Invisibles) (2006; de Luc Besson) (vocea franceză a Prințesei Selenia)
- Arthur et la Vengeance de Maltazard (2009; de Luc Besson) (vocea franceză a Prințesei Selenia)
- Arthur et la Guerre des Deux Mondes (2010; de Luc Besson) (vocea franceză a Prințesei Selenia)

## Discografie
- Cendres de Lune (1986)
- Ainsi soit je... (1988)
- L'Autre... (1991)
- Anamorphosée (1995)
- Innamoramento (1999)
- Avant que l'ombre... (2005)
- Point de suture (2008)
- Bleu Noir (2010)
- Monkey Me (2012)
- Interstellaires (2015)
- Désobéissance (2018)
- L'Emprise (2022)

## Companii deținute de Farmer
| Nume               | Înregistrare      | Statut legal     | Activitate                                       | Sediu                   | Capital   | Trivia                                            |
| ------------------ | ----------------- | ---------------- | ------------------------------------------------ | ----------------------- | --------- | ------------------------------------------------- |
| Requiem Publishing | 26 octombrie 1989 | SRL              | Înregistrări și lansări muzicale                 | 15 Rue de Douai, Paris  | 200 000 € | Co-directorat cu Laurent Boutonnat                |
| Stuffed Monkey     | 13 decembrie 1993 | SRL              | Înregistrări și lansări muzicale                 | 4 Rue de la Paix, Paris | 100 000 € | Staffings : 5 (Mylène Gautier, Paul Van Parys...) |
| Innamoramento      | 12 decembrie 1997 | SRL              | Producție de filme instituționale și publicitare | 4 Rue de la Paix, Paris | 45 000 €  |                                                   |
| Dichotomie         | 29 noiembrie 2000 | SRL              | Înregistrări și lansări muzicale                 | 4 Rue de la Paix, Paris | 8000 €    |                                                   |
| Isiaka             | 27 februarie 2002 | SRL              | Înregistrări și lansări muzicale                 | 15 Rue de Douai, Paris  | 8000 €    | Co-directorat cu Laurent Boutonnat                |
| SCI ML             | 19 februarie 2003 | Societate civilă | Arendări de terenuri și proprietăți              | 15 Rue de Douai, Paris  | 225 000 € | Co-directorat cu Laurent Boutonnat                |